# Danna Paola
Danna Paola, właśc. Danna Paola Rivera Munguía (ur. 23 czerwca 1995 w Meksyku) – meksykańska aktorka, piosenkarka i modelka. Popularność zyskała jako dziecięca aktorka i piosenkarka, występując w kilkudziesięciu projektach telewizyjnych przez całe swoje dzieciństwo.

## Życiorys

### Wczesne lata
Urodziła się 23 czerwca 1995 w Meksyku. Jest córką Juana José Rivera, meksykańskiego piosenkarza i byłego członka Grupo Ciclón i Los Caminantes. Ma starszą siostrę o imieniu Vania. Ukończyła szkołę średnią na odległość na kierunku związanym z naukami społecznymi.

### Kariera muzyczna

#### 1999–2008
Wydała swój debiutancki album Mi globo azul (2001), w wieku sześciu lat. Została uznana przez Broadway za „Latynoską dumę” za jej niesamowite zasięgi i zdolności wokalne. W 2002 roku zaśpiewała dla papieża Jana Pawła II. W 2004 wydała swój drugi album muzyczny Océano, a w lipcu 2005 wydała swój trzeci - Chiquita pero picosa. W 2007 roku nagrała swoją pierwszą EP-kę, która zawiera tylko pięć utworów i pokazuje ewolucję zawodową piosenkarki. EPka zawiera pięć niepublikowanych utworów, w tym Es mejor, Mundo de caramelo, El primer día sin ti, Dame corazón i De aquí para allá.

#### 2009–2012
W 2009 roku jej piosenka Mundo de caramelo dostała nagrodę za "Najlepszą muzykę z telenoweli" na Nagrodach Oye!. We wrześniu 2010 roku rozpoczęła swoją trasę promocyjną, Caramelo Tour. W tym samym roku nagrała piosenkę do filmu Pixara Toy Story 3 Ty druha we mnie masz z Aleksem Syntek. Za swój występ otrzymali nominację do Nagrody Oye! za najlepszą muzykę z filmu. W 2011 roku nagrała piosenkę Muero por ti, we współpracy meksykańskim piosenkarzem Luisem Lauro. W tym samym roku rozpoczęła pracę nad swoim czwartym albumem studyjnym,1 lutego 2011 roku wydała singiel promocyjny Cero gravedad jako zapowiedź nowego albumu studyjnego. W lutym 2012 roku wydała singiel Ruleta, a 5 czerwca 2012 roku wydała album, który oznaczał przejście od dzieciństwa do okresu dojrzewania jako solowa wokalistka. W listopadzie 2012 roku rozpoczęła swoją trasę Tour Ruleta, podczas której odwiedziła kraje Ameryki Północnej i Południowej.

#### 2013–2016
W styczniu 2013 wydała pierwszy singiel z albumu No es cierto, we współpracy z wokalistą Noelem Schajris. W tym samym roku zaprezentowała drugi singiel Agüita, który został wybrany jako piosenka otwierająca drugi sezon telenoweli Niñas Mal. W listopadzie 2013 roku zagrała w pierwszej hiszpańskojęzycznej wersji amerykańskiego musicalu Wicked. W sierpniu 2014 roku współpracowała przy albumie Dancing Queens: A Tribute to Abba i wykonała piosenkę "Take a chance on me". W kwietniu 2015 r. dołączyła do musicalu Hoy no me puedo levantar, zainspirowanego piosenkami hiszpańskiej grupy Mecano. W lipcu 2015 roku nagrała singiel Mientras me enamoras z meksykańskim piosenkarzem Lalo Brito. W następnym roku wydała promocyjny singiel "Baila hasta caer" we współpracy z duetem DJ AtellaGali.

#### 2020
7 lutego 2020 wydała swój piąty album Sie7e+ przez Universal Music Group i Universal Music Mexico. W maju wydała na platformach cyfrowych teledysk do singla Sola, który został nagrany smartfonem Samsung Galaxy S20, stając się pierwszym filmem latynoskiego artysty nagranego w tym formacie. Singiel Contigo został wydany 8 maja, a w teledysku pojawiły się gwiazdy, takie jak Sebastián Yatra, Luisito Comunica, Isabela Merced, Lali, Ester Expósito. Zebrane pieniądze zostały przekazane na dezynfekcję podczas pandemii COVID-19. W czerwcu miał premierę TQ Y YA opisywany przez media jako "wsparcie dla społeczności LGBT". W lipcu wydała singiel No bailes sola z Sebastiánem Yatra wraz z teledyskiem, który miał swoją premierę zaledwie kilka dni po oficjalnej premierze.
W sierpniu 2020 bez żadnej nominacji została zaproszona na Premios Juventud, aby wykonać "No bailes sola" z Sebastíanem Yatra. W towarzystwie innych artystów złożyła muzyczny hołd Selenie Quintanilla. W tym samym miesiącu została częścią Santería wraz z Denise Rosenthal i Lola Indigo. W październiku współpracowała z Isabelą Merced przy utworze Don't Go i wydała akustyczną wersję No bailes sola. W listopadzie wzięła udział w 11. dorocznej gali Kids Choice Awards Mexico, gdzie otrzymała trzy nominacje w kategoriach "Ulubiony twórca", "Live roku" i "Meksykański artysta". Wykonała utwór Mala fama, a następnie wraz z Sebastiánem Yatrą No bailes sola. Oboje odebrali nagrodę za "Live roku", a Danna Paola otrzymała nagrodę dla "Meksykańskiego artysty".

#### 2021-2024
Wydała swój piąty album studyjny K. O. 13 stycznia 2021 r. Został on wydany przez Universal Music Group i Universal Music Mexico. Jako oficjalne single ukazały się m.in. utwory Contigo, No bailes sola, Friend de semana. Na swoim koncie na Instagramie ogłosiła, że album ukazał się dzień wcześniej niż pierwotna data, czyli 14 stycznia, ponieważ przypadkowo wyciekł na platformy Spotify. Nazwała ten album "najważniejszym w jej dotychczasowej karierze".
Dała swój pierwszy wirtualny koncert na platformie Streamtime 13 lutego dla Ameryki i 14 lutego dla Europy. W marcu 2021 został wydany film Raya i ostatni smok, w którym podkłada głos za główną bohaterkę i jest również częścią ścieżki dźwiękowej, ponieważ wykonała piosenkę Hasta vencer. W kwietniu współpracowała z Davidem Bisbalem przy singlu Vuelve, vuelve i w tym samym miesiącu była częścią teledysku do Ni una más do piosenki Aitany, która ukazuje nadużycia popełnione wobec kobiet na całym świecie. W maju Danna Paola i Lasso wydali piosenkę Ladrones. Temat teledysku jest kontynuacją Subtítulos", a w czerwcu Danna Paola i Morat wydali singiel "Idiota". 18 czerwca 2021 wydała singiel MÍA wraz z teledyskiem.
12 kwietnia 2024 roku wydała płytę "Childstar" i postanowiła nazywać się "Danna" na znak rozpoczęcia nowej ery.

## Filmografia
| Rok       | Tytuł                                |
| --------- | ------------------------------------ |
| 2000      | Rayito de luz                        |
| 2001      | María Belén                          |
| 2002      | La familia P. Luche                  |
| 2002      | ¡Vivan los niños!                    |
| 2003      | De pocas, pocas pulgas               |
| 2004      | Amy, la niña de la mochila azul      |
| 2004      | Alegrijes y rebujos                  |
| 2005      | Contra viento y marea                |
| 2005      | Pablo y Andrea                       |
| 2007      | Muchachitas como tú                  |
| 2007      | Objetos perdidos                     |
| 2007      | XHDRbZ                               |
| 2008      | Rywalka od serca                     |
| 2008      | Tear This Heart Out                  |
| 2008      | Cudowna róża                         |
| 2009–2010 | Atrévete a soñar                     |
| 2009      | Plaza Sésamo                         |
| 2010      | Tangled                              |
| 2013      | Como dice el dicho                   |
| 2015      | Home                                 |
| 2015–2016 | ¿Quién es quién?                     |
| 2016–2020 | La Doña                              |
| 2018      | Lo más sencillo es complicarlo todo  |
| 2018      | José José, el príncipe de la canción |
| 2018–2020 | Szkoła dla elity                     |